# Gaelisk fotboll
Gaelisk fotboll är en irländsk lagidrott. 
Gaelisk fotboll spelas på en gräsplan med ungefärliga mått, 140 * 80 meter. Varje lag har 15 spelare, varav en målvakt. Bollen är mindre och tyngre än en fotboll och får spelas både med fötter och med en hand.
Gaelisk fotboll är en populär sport på Irland och många unga människor börjar med denna ganska tuffa sport. Det finns 32 counties (län) på Irland, 26 i republiken och 6 i Nordirland. Vart och ett av dem har ett gaeliskt fotbollslag. Gaelisk fotboll är en amatörsport och spelarna har normala arbeten utöver träningar och spel 5-6 gånger per vecka. Övergångar förekommer inte. Alla spelarna är födda i det county de spelar för. En gång om året spelas "All Gaelic Football Championship" på nationalarenan Croke Park i Dublin.
Gaelisk fotboll har gamla anor. Reglerna tog form redan på 1500-talet. Den första anteckningen om en match är från 1700-talet. Under en period på 1800-talet var det förbjudet att på Irland spela fotboll eller landhockey, endast gaelisk fotboll och hurling var tillåtet. Detta som en markering mot England. 